# Narcís Cuyàs i Parera
Narcís Cuyàs i Parera   (Vilafranca del Penedès, 1880 - Barcelona, 1953) fou un fotògraf i cineasta català.

## Biografia
Va col·laborar l'any 1910 amb la productora Iris Films, amb pel·lícules com: El curioso impertinente, Don Álvaro o la fuerza del sino, Amor heroico, Mar i Cel, La muerte del tirano i Don Quijote de la Mancha.
Van fer una gran treball com a fotògraf i editor de postals. La Casa Cuyàs va començar editant una col·lecció sobre Barcelona i una sobre l'illa de Mallorca. Amb el temps, es va ampliar l'àrea geogràfica fotografiada a l'àmbit dels Països Catalans. El 1988 plegà i es va fer càrrec del fons l'Institut Cartogràfic de Catalunya.
Va crear l'Arxiu Cuyàs de geografia, art i etnologia dels Països Catalans. Amb els anys, els seus fills Enric i Narcís el van continuar.

## Fons personal
Part del seu fons es conserva a l'Arxiu Fotogràfic de Barcelona. Aplega, d'una banda, fotografies de Barcelona de final del segle xix i començament del xx i, de l'altra, fotografies en format postal que mostren el paisatge, la vida quotidiana, el folklore i la monumentalitat de Barcelona, Catalunya, Andorra, Aragó i les Balears.